# Gregor Hildebrandt

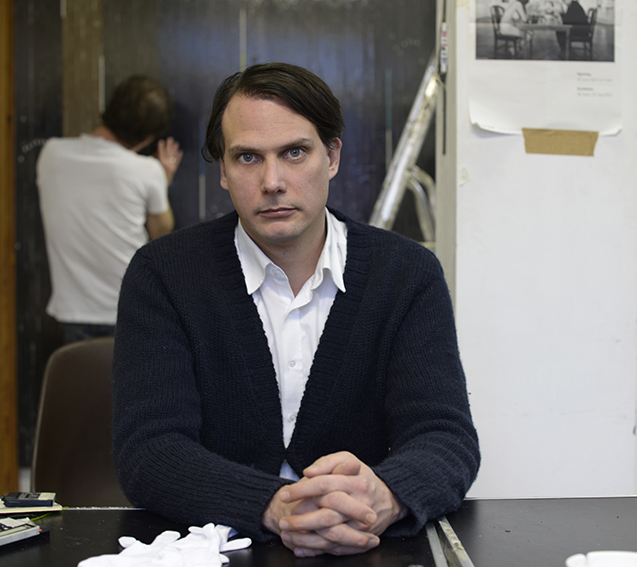
Gregor Hildebrandt, 2013

Gregor Hildebrandt (* 1974 in Bad Homburg vor der Höhe) ist ein deutscher Künstler.

## Leben
Gregor Hildebrandt wuchs im Saarland auf. Von 1995 bis 1999 studierte er an der Kunsthochschule Mainz in der Johannes Gutenberg-Universität Mainz bei Friedemann Hahn, danach von 1999 bis 2002 an der Universität der Künste Berlin in der Klasse von Dieter Hacker. 2003 erhielt er ein Stipendium am Deutschen Studienzentrum in Venedig. 2004 war er für den GASAG-Kunstpreis nominiert. Von 2005 bis 2006 erhielt er das Postgraduierten-Stipendium in Wien vom Deutschen Akademischen Austauschdienst (DAAD). Seit 2015 ist er Professor für Malerei und Grafik an der Akademie der Bildenden Künste München.
Gregor Hildebrandt lebt seit 1998 in Berlin. Er lebt mit der Künstlerin Alicja Kwade in Berlin zusammen.

## Werk
Hildebrandts Ausgangsmaterial sind analoge Datenträger wie Ton- und Videobänder, auch deren Gehäuse oder Hüllen sowie Schallplatten. Mit diesem Material schafft er Collagen, Tafelbilder, Fotoarbeiten oder Installationen. Verarbeitete Tonbänder wurden vorher mit ausgewählter Musik bespielt.
Ton- und Videobänder werden direkt auf Leinwände und Fotodrucke sowie in raumgreifenden Installationen aufgebracht. In seinen Gemälden klebt er die beschichtete Seite der Kassettenbänder auf eine Leinwand, drückt sie mit einem Pinsel oder einer Rolle an und reißt das Band ab, um die definierten, aber sporadischen Linien auf seinen Werken zu erzeugen. Er wiederholt den Vorgang, bevor er sie schließlich endgültig auf die Leinwand klebt, um das zu schaffen, was er als „negatives“ Gemälde bezeichnet.
Für Skulpturen formt er Schallplatten zu Schalen und stapelt sie manchmal, um etwas zu schaffen, was der Künstler eine „Klangwand aus Schallplattensäulen“ nennt. Hildebrandts monumentale Klangbarrieren aus gestapelten, schalenförmigen Schallplatten und seine sinnlichen Wandvorhänge aus abgerollten Tonbändern schaffen Wege für die Besucher seiner Ausstellungen.
Hildebrandt begann während seiner Zeit an der Universität der Künste in Berlin, über die Einbeziehung von Audio in seine Arbeit nachzudenken. Ende der 1990er Jahre nahm der Künstler „Falschgeld“ der deutschen Experimentalgruppe Einstürzende Neubauten auf, schnitt das Magnetband aus und klebte es in sein Skizzenbuch. In den 2000er Jahren entwickelte Hildebrandt seine charakteristischen Leinwände, die mit Magnetbändern bespannt sind und allmählich architektonische Ausmaße annehmen. Die groß angelegte Installation Hirnholzparkett (2015), die 2021 in der G2 Kunsthalle in Leipzig gezeigt wurde, enthielt 35.000 Audiokassettenbänder auf schallplattengroßen Spulen, die in Epoxidharz gegossen und über den Boden geschichtet wurden.
Obwohl Hildebrandts Werk formal auf den Minimalismus verweist, wird diese Strategie durch die Hinzufügung zahlreicher subjektiver und autobiografischer Zitate bewusst zurückgewiesen. Für Hildebrandt erfüllt das Kassettenband als künstlerisches Medium, insbesondere in seiner ursprünglichen Funktion als Speichermedium, eine wichtige Funktion: Es ermöglicht dem Künstler, seinen Bildern eine weitere „unsichtbare“ Dimension hinzuzufügen. Dieses Spiel mit der Wahrnehmung ist ein wesentliches Merkmal seiner Arbeit; das Bild vollendet sich im Kopf des Betrachters.
Bezieht man den heterogenen Kosmos von Gregor Hildebrandts Bezügen zu Musik, Film, Literatur und nicht zuletzt zur Kunstgeschichte in die Betrachtung seiner Kunst mit ein, erweisen sich seine Werke als komplexe Montagen, in denen sich Bildassoziationen aus verschiedenen Sphären verbinden und durchdringen. Hildebrandt bedient sich ohne ästhetische oder theoretische Hemmungen des Materials seiner alltäglichen Umgebung und verknüpft spielerisch Aspekte der Konzeptkunst und Minimal Art mit seinem persönlichen Leben und seiner Erfahrung mit der Popkultur.
Gregor Hildebrandt wird von Wentrup in Berlin; der Galerie Almine Rech in Paris, Brüssel und London; Emmanuel Perrotin in New York City und der Galerie Casado Santapau in Madrid vertreten.

## Arbeiten in öffentlichen und privaten Kunstsammlungen (Auswahl)
Hildebrandts Werke sind in renommierten Sammlungen weltweit vertreten, darunter sind u. a.:
- Berlinischen Galerie – Landesmuseum für Moderne Kunst, Berlin (Deutschland)[13]
- Burger Collection, Hongkong (China)[14]
- Centre Georges-Pompidou, Paris (Frankreich)[15]
- Collection Rosenblum Projects, Paris (Frankreich)[16]
- Collection Jill & Peter Kraus, New York City (USA)[11]
- Collection Robert and Renée Drake, Wassenaar (Niederlande)[11]
- Museum van Bommel van Dam, Venlo (Niederlande)[11]
- Pat and Juan Vergez Collection, Buenos Aires (Argentinien)[11]
- Rubell Family Collection, Miami (USA)[11]
- Saarlandmuseum, Saarbrücken (Deutschland)[11]
- Sammlung Philara, Düsseldorf (Deutschland)[17]
- Sammlung zeitgenössische Kunst des Bundes (Deutschland)[11]
- Sammlung Südhausbau, München (Deutschland)[11]
- The Margulies Collection, Miami, (USA)[11]
- Vanhaerents Art Collection, Brüssel (Belgien)[18]
- Yuz Museum Shanghai / Budi Tek Collection, Shanghai (China)[16]

## Solo-Ausstellungen (Auswahl)
- 2005: Von den Steinen zu den Sternen, Wentrup Gallery, Berlin
- 2008: Front Room, Contemporary Art Museum, Saint Louis, Vereinigte Staaten
- 2009: Der Himmel im Raum, Berlinische Galerie
- 2010: Shapeless in the Dark again, Sommer Contemporary Art, Tel Aviv-Jaffa, Israel
- 2012: Ein Koffer aus Berlin, Saarländisches Künstlerhaus, Saarbrücken
- 2015: Sterne streifen die Fluten, Moderne Galerie, Saarbrücken
- 2015: auf Wasser schlafend rauscht das Meer, Galerie Wentrup, Berlin
- 2016: Urlaub im Urban, Künstlerhaus Bethanien, Berlin
- 2016: Sieben auf einen Streich, Kunstverein Heppenheim, Heppenheim
- 2017: Die schwarze Sorge um das Segel, Sommer Gallery, Tel Aviv-Jaffa, Israel
- 2017: Alle Schläge sind erlaubt, Almine Rech Gallery, Paris, Frankreich
- 2018: Ein Zimmer im Raum, Galerie Wentrup, Berlin
- 2018: Tönend hallt die Jugend, Kunsthalle Recklinghausen, Recklinghausen
- 2018: In meiner Wohnung gibt es viele Zimmer, Perrotin, New York, Vereinigte Staaten
- 2020: Fliegen weit weg vom Ufer, Galerie Wentrup, Berlin[19]
- 2022/2023: A Blink of an Eye and the Years are Behind Us, Kunsthalle Praha, Prag[14]

## Auszeichnungen (Auswahl)
- 2008: Kunstpreis Energie der Vattenfall Deutschland
- 2016: Falkenrot Preis des Künstlerhaus Bethanien, Berlin